# Хаммонд, Харриет
Харриет Хаммонд (англ. Harriet Hammond; 20 октября 1899 — 23 сентября 1991) — американская актриса эпохи немого кино. С 1918 по 1930 год снялась в 47 фильмах. Родилась в Бей-Сити, в штате Мичиган, и умерла в Уолли Центре, в штате Калифорния.
Снималась в комедийных фильмах Мака Сеннета, родившегося в Канзасе, но проживавшего в Лос-Анджелесе, в Калифорнии. Начиная с самого детства и заканчивая старшей школой обучалась игре на фортепиано. Тренировки по шесть часов день в итоге оказались слишком суровыми, и её здоровье было подорвано. Войдя в труппу Sennett Bathing Beauties, она получила большую известность в качестве комика. Появилась в фильмах «Gee Whiz!» и «By Golly».
Была блондинкой с голубыми глазами и весила 115 футов. Имела рост пять футов и семь дюймов высотой и была прекрасным спортсменом в водных видах спорта.

## Избранная фильмография
- Down on the Farm (1920)
- A Small Town Idol[англ.] (1921)
- Leap Year (1921)
- Soft Shoes[англ.] (1925)
- The Midshipman[англ.] (1925)
- Man and Maid[англ.] (1925)
- The Man from Red Gulch[англ.] (1925)
- Driftin' Thru[англ.] (1926)
- The Seventh Bandit[англ.] (1926)